# 송관수
송관수(宋寬洙, 1907년 1월 12일~1969년)는 대한민국의 정치인이다. 제5·6대 국회의원을 지냈으며 제5대 경상북도지사이다.

## 학력
- 대구공립상업학교 수업

## 경력
- 안성.파주.개성.인천.안동경찰서장
- 충남ㆍ충북ㆍ전남ㆍ경남ㆍ경북도경찰국장
- 감찰관.경북경찰학교장
- 경북도지사
- 민주공화당경북제1지구당위원장
- 민주공화당중앙상임위원 및 중앙당기위원

## 역대 선거 결과
|  | 12.84% |

|  | 42.39% |